# Безымянная площадь (Дзержинск)
Безымянная пло́щадь —  площадь Дзержинска. Расположена в центре Западного района города.

## История
Площадь расположена в центре Заводского района города Дзержинска. На 2017 год не имеющая имени площадь хорошо благоустроена.

## Примечательные здания и сооружения
Магазин «Меркурий» находится спиной к проспекту Циолковского. Магазин помимо продажи пищи также изготовляет ее (печет хлеб, коптит рыбу, готовит полуфабрикаты). Недалеко от магазина есть рынок.
Здание находится на восточной части площади. Изгибом на улицу Галкина уходит 9-этажный дом, в котором находится библиотека имени Константина Симонова. В библиотеке часто проводятся выставки художников Дзержинска.Здание, расположенное за домом-башней, выделяется своей необычной архитектурой.
На северной части площади находится самый крупный кинотеатр Дзержинска (на 2017 год как кинотеатр здание не функционирует).
Стадион является вторым по величине в Дзержинске. Находится на северной части площади за кинотеатром «Спутник» до улицы Строителей.